# Щербенёв, Александр Сергеевич
Александр Сергеевич Щербенёв (род. 3 октября 2000, Краснодар, Россия) — российский баскетболист, играющий на позиции разыгрывающего защитника.

## Карьера
В детстве увлекался футболом, плаванием, теннисом, дзюдо, но в возрасте 9 лет решил заниматься баскетболом.
В сезоне 2017/2018 в составе юношеской команды клуба «Локомотив-Кубань» Щербенёв стал серебряным призёром первенства ДЮБЛ и был включён в символическую пятёрку «Финала восьми».
В этом же сезоне Щербенёв дебютировал за основную команду «Локомотива-Кубань» и стал победителем Кубка России. В финальном матче против «Нижнего Новгорода» (85:64) провёл на площадке 58 секунд, но результативными действиями не отметился.
В сезоне 2018/2019 Щербенёв играл преимущественно в Единой молодёжной лиге ВТБ. В 33 матчах набирал в среднем 15,4 очка за игру, четырежды попадал в пятёрку лучших игроков месяца (октябрь, ноябрь, декабрь и апрель) и вошёл в символическую пятёрку регулярного сезона.
В составе «Локомотива-Кубань-ЦОП» Щербенёв принимал участие в играх квалификационного раунда Кубка России и в матчах Суперлиги-2. Его средние показатели в 14 матчах составили 11,1 очка и 4,1 передачи.
В составе основной команды «Локомотива-Кубань» Щербенёв принял участие в 8 матчах Единой лиги ВТБ и Еврокубка.
Сезон 2019/2020 Щербенёв провёл в аренде в «Спартаке-Приморье».
В сентябре 2020 года перешёл на правах аренды в «Уралмаш», с которым стал серебряным призёром Суперлиги-1.
В сезоне 2022/2023 Щербенёв стал серебряным призёром Единой лиги ВТБ и чемпионата России, а также был включён в символическую пятёрку Суперкубка Единой лиги ВТБ.
В сезоне 2023/2024 стал серебряным призёром Суперкубка Единой лиги ВТБ.
В июне 2024 года подписал 3-летний контракт с «Зенитом».
В сезоне 2024/25 стал бронзовым призёром Суперкубка Единой лиги ВТБ.

## Сборная России
В апреле 2018 года Щербенёв принял участие в турнире Альберта Швейцера в составе сборной России (до 18 лет). На этом турнире российская команда заняла 4 место, уступив в матче за бронзовые медали сборной Италии (78:89).
В августе 2018 года был включён в состав сборной России (до 18 лет), для участия в чемпионате Европы. В матче за 3 место сборная России уступила Франции со счётом 70:79.
Летом 2019 года принял участие в чемпионате мира (до 19 лет), где в составе молодёжной сборной России занял 5 место.
В мае 2021 года принял участие в просмотровом лагере для кандидатов в сборную России.
В июне 2022 года принял участие в Открытом лагере РФБ для кандидатов в сборную России не старше 25 лет, проходящих в возрастные рамки для участия в студенческих соревнованиях.

## Достижения
- Серебряный призёр Единой лиги ВТБ: 2022/2023
- Серебряный призёр Суперкубка Единой лиги ВТБ: 2023
- Бронзовый призёр Суперкубка Единой лиги ВТБ: 2024
- Серебряный призёр чемпионата России: 2022/2023
- Серебряный призёр Суперлиги-1 дивизион: 2020/2021
- Обладатель Кубка России: 2017/2018
- Серебряный призёр ДЮБЛ: 2017/2018